# Coleophora diffusa
Coleophora diffusa é uma espécie de mariposa do gênero Coleophora pertencente à família Coleophoridae.

## Distribuição
Essa espécie está presente na África do Sul.

## Descrição
A C. diffusa tem um tamanho de 11 mm.
Tem a cabeça branca, tingida de ocre claro na coroa, com palpos e antenas brancas. Tórax branco, com uma leve faixa dorsal ocre pálida e abdômen cinza-esbranquiçado. 
As asas anteriores são alongadas, com uma faixa branca ao longo da parte de trás desde a base até o meio, daí delgada e difusa até o ápice, e uma faixa branca grossa ao longo da dobra por toda parte. Na parte posterior, há estrias brancas difusas nas veias  As asas posteriores são cinza claro.